# Суксунський район
Суксунський район (рос. Суксунский район) — адміністративно-територіальна одиниця в складі Пермського краю Росії.
Адміністративний центр району — смт Суксун. 

## Географія
Суксунський район межує з Октябрським, Ординським, Кунгурським, Кишертським районами Пермського краю і Свердловською областю. Площа району посилання - 1 977 км².
Клімат помірно континентальний. Ліси району, в основному хвойно-широколисті, зосереджені на сході і заході району, частина території району займає Кунгурський лісостеп.

## Історія
Район виник 27 лютого 1924 року. Не існував з 1932 по 1935 рік і в 1963 - 1964 роках. 

## Населення
Населення - 19 047 осіб. 
Національний склад
На 2002 рік: росіяни - 83%, татари - 8%, марійці -7%, решта - представники інших національностей.